# Мостовий провулок (Київ)
Мостови́й прову́лок — провулок у Солом'янському районі міста Києва, місцевість Совки. Пролягає від вулиці Каменярів до Мостової вулиці.

## Історія
Провулок виник у 1-й половині XX століття (найімовірніше, на межі 1940–50-х років) під назвою 2-га вулиця Кірова, сучасну назву отримав 1955 року.